# Baia di Copes
La baia di Copes  è un'insenatura dell'oceano Artico nella regione di Qikiqtaaluk, Nunavut, Canada.
Si trova nello stretto di Nares, nella parte orientale dell'isola di Ellesmere e a nord della penisola di Cook.